# Olímpio de Melo
Monsenhor Olympio de Menezes Mello (Floresta, Pernambuco, 27 de novembro de 1886 - 11 de outubro de 1977) foi um religioso e político brasileiro (vereador e prefeito do Rio de Janeiro).
Foi prefeito do então Distrito Federal, de 4 de abril de 1936 a 3 de julho de 1937.